# Erzbistum São Sebastião do Rio de Janeiro
Das Erzbistum São Sebastião do Rio de Janeiro (lateinisch Archidioecesis Sancti Sebastiani Fluminis Ianuarii, portugiesisch Arquidiocese de São Sebastião do Rio de Janeiro) ist eine in Brasilien gelegene römisch-katholische Erzdiözese mit Sitz in Rio de Janeiro im Bundesstaat Rio de Janeiro.

## Geschichte
Das Erzbistum São Sebastião do Rio de Janeiro wurde am 19. Juli 1575 durch Papst Gregor XIII. aus Gebietsabtretungen des Bistums São Salvador da Bahia als Territorialprälatur São Sebastião do Rio de Janeiro errichtet. Der erste Bischof, Dom Bartolomeu Simões Pereira, verteidigte die Indigenen gegen die Eroberer und griff seine Landsleute, die Kolonisatoren, wegen ihrer Gewalttaten und Übergriffe scharf an. Vermutlich deshalb wurde er 1598 vergiftet.
Am 16. November 1676 wurde die Territorialprälatur São Sebastião do Rio de Janeiro zum Bistum erhoben und dem Erzbistum São Salvador da Bahia als Suffraganbistum unterstellt. Die Erhebung zum Erzbistum erfolgte am 27. April 1892. Das Erzbistum São Sebastião do Rio de Janeiro trat in seiner Geschichte mehrmals Teile seines Territoriums zur Gründung neuer Bistümer ab.
Seit 1905 wurden alle Erzbischöfe von São Sebastião do Rio de Janeiro zu Kardinälen kreiert, sodass São Sebastião do Rio de Janeiro als traditionell mit der Kardinalswürde verbundener Bischofssitz gilt.
Das Erzbistum ist Träger der Päpstlichen Katholischen Universität von Rio de Janeiro (PUC-Rio).